# Ranxeria Big Valley
La Banda d'indis Pomo Big Valley de la Ranxeria Big Valley és una tribu reconeguda federalment dels amerindis pomo i Pit River, amb una reserva situada al comtat de Lake (Califòrnia), vora la ciutat de Finley. Dirigeixen els negocis tribals des de Lakeport (Califòrnia).
La tribu va formar el seu actual sistema de govern en el marc del Llei de Reorganització Índia de 1935 i va ratificar la seva constitució el 15 de gener de 1936. La pertinença tribal està oberta a qualsevol descendent dels membres de la tribu que figuren en les llistes oficials del cens de 1935, independentment del quàntum de sang. Avui es calcula que hi ha 225 registrats.
La llengua tradicional de la tribu és pomo de l'est, també conegut com a Bahtssal o pomo del llac Clear. La tribu ha estat capaç de mantenir les classes de pomo de l'est reunint la gent gran amb els membres més joves per lliçons i documents on els ancians parlen tant en enregistraments d'àudio i com de vídeo.
El desenvolupament econòmic de la tribu ha estat possible a través de la creació del Casino Konocti Vista que es troba vora Lakeport, als marges del llac Clear. La banda Big Valley també posseeix un hotel, marina, RV park, el Ku-Hu-Gui Cafe, i el Point Bar com a part del resort del casino.
La tribu celebra anualment el Tule Boat Festival amb construcció de canoes, programes mediambientals i carreres entre tribus participants.